# Guerre et Paix (film, 1915)
Pour les articles homonymes, voir Guerre et Paix et Guerre et Paix (homonymie).
Pour plus de détails, voir Fiche technique et Distribution.
Guerre et Paix (en russe : Война и мир, en ISO 9 : Voyna i mir) est un film muet russe de 1915 écrit et co-réalisé par Vladimir Gardine et Iakov Protazanov, adapté du roman de 1869 de Léon Tolstoï.